# Mills (granada)
"Mills bomb" é o nome popular de uma série de granadas de mão britânicas projetadas por William Mills. Elas foram as primeiras granadas de fragmentação modernas usadas pelo Exército Britânico e foram amplamente utilizadas na Primeira e na Segunda Guerras Mundiais.

## Desenvolvimento

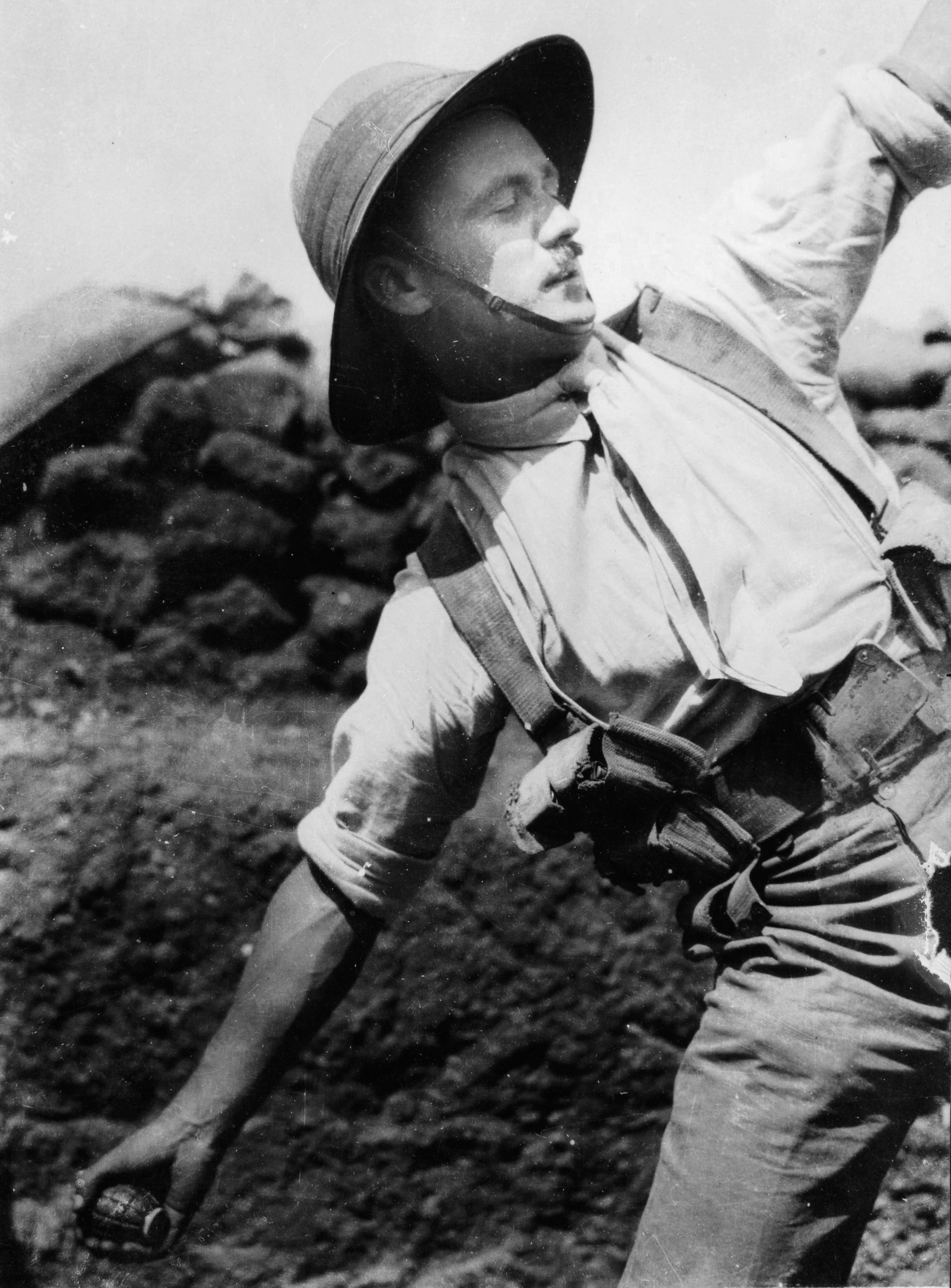
Um oficial do Exército Britânico demonstra como lançar uma granada Mills durante a Primeira Guerra Mundial

William Mills, um projetista de granadas de mão de Sunderland, patenteou, desenvolveu e fabricou a "Mills bomb" na Mills Munitions Factory em Birmingham, Inglaterra, em 1915. A Mills foi inspirada em um projeto anterior do capitão belga Leon Roland, que mais tarde envolvido em um processo de patente. O coronel Arthur Morrow, um oficial das Guerras da Nova Zelândia, também acreditava que aspectos de sua patente foram incorporados à Mills. A Mills foi adotada pelo Exército Britânico como granada de mão padrão em 1915 como a nº 5.
A Mills passou por inúmeras modificações. A nº 23 era uma nº 5 com uma base com haste que permitia que fosse disparada de um fuzil. Este conceito evoluiu ainda mais com a nº 36, uma variante com placa de base removível para uso com descarregador de fuzil. A variação final da Mills, a nº 36M, foi especialmente projetada e impermeabilizada com goma-laca para uso no clima quente da Mesopotâmia em 1917, mas permaneceu em produção por muitos anos. Em 1918, a nº 5 e a nº 23 foram declaradas obsoletas e a nº 36 (mas não a 36M) foi lançada em 1932.
The Mills tinha um projeto clássico; um "abacaxi" de ferro fundido ranhurado com um percussor central preso por uma alavanca manual fechada e preso com um alfinete. De acordo com as anotações de Mills, o invólucro tinha ranhuras para facilitar a aderência, não como auxílio à fragmentação; e foi demonstrado que não se quebra ao longo das linhas segmentadas. A Mills era uma granada defensiva destinada a ser lançada por trás de uma cobertura em um alvo aberto, ferindo com fragmentação, ao contrário de uma granada ofensiva, que não se fragmenta, contando com o efeito de explosão de curto alcance para ferir ou atordoar a vítima sem colocando em risco o lançador com fragmentos, que percorrem uma distância muito maior do que a explosão. Apesar das designações e de suas características, as granadas "defensivas" eram frequentemente utilizadas de forma ofensiva e vice-versa. Um lançador competente poderia atingir 15 m com precisão razoável, mas a granada poderia lançar fragmentos letais mais longe do que isso. A Home Guard britânica foi instruída de que o alcance de lançamento da nº 36 era de cerca de 27 m, com uma área de perigo de cerca de 91 m.
No início, a granada era equipada com um fusível de sete segundos, mas na Batalha de França em 1940 este atraso revelou-se demasiado longo, dando aos defensores tempo para escapar da explosão, ou mesmo para atirar a granada de volta. Portanto, o atraso foi reduzido para quatro segundos. O Exército Britânico continuou a usar granadas com fusível de sete segundos para uso em projetores de granadas montados em fuzis, onde o tempo do fusível era necessário para permitir que a granada atingisse seu alcance total.
As pesadas carcaças segmentadas das granadas do tipo "abacaxi" resultam em um padrão imprevisível de fragmentação. Após a Segunda Guerra Mundial, a Grã-Bretanha adotou granadas que continham fio espiralado segmentado em invólucros de metal liso. A nº 36M Mk.I permaneceu como a granada padrão das Forças Armadas Britânicas e foi fabricada no Reino Unido até 1972, quando foi substituída pela série L2. A 36M permaneceu em serviço em algumas partes do mundo, como Índia e Paquistão, onde foi fabricada até a década de 2000. As granadas Mills ainda eram usadas em combate por forças irregulares de combatentes pela liberdade em 2004, por exemplo, no incidente que matou o fuzileiro naval americano Jason Dunham e feriu dois dos seus camaradas. O último grande operador da bomba Mills foi a Índia, que só a substituiu em agosto de 2021 por uma nova Multi-Mode Hand Grenade (MMHG).

## Modelos
- A nº 5 Mk 1 foi a primeira versão. O explosivo era preenchido através de um pequeno tampão circular na metade superior, o conjunto do detonador foi inserido no tubo central através da parte inferior da carcaça da granada através do tampão da base, o percussor e a mola foram mantidos em tensão no meio pela alavanca que foi pressionado nas alças (orelhas) localizadas na parte superior da carcaça da granada por meio de um pino dividido e um anel chamado pino de segurança/anel de tração. Foi emitida em maio de 1915 e entrou em circulação geral quando a produção em massa foi retomada um ano depois, em 1916.
- A nº 23 Mk 1, a granada de mão/bocal, tinha um plugue de base perfurado com um orifício roscado para uma haste de lançamento de fuzil. A nº 23 Mk II tinha um plugue de base de ferro de novo estilo que era mais fácil de apertar com os dedos, sem a necessidade de uma chave inglesa. A nº 23 Mk III era uma carcaça de novo estilo com um tampão de enchimento maior e alças/orelhas de alavanca mais sólidas, mas mantendo o tampão estilo Mk II.
- A nº 36 Mk. 1 foi introduzida pela primeira vez em maio de 1918.[10] Ela usava a carcaça da nº 23 Mk III com um plugue de novo estilo. Feita principalmente de ferro, era perfurada e rosqueada para prender um disco de metal chamado de verificação de gás para disparar a granada de um descarregador de copo montado na boca de um fuzil e lançado usando um cartucho de festim balastite.
- A variante "mesopotâmica" revestida de goma-laca (nº 36M Mk I) foi projetada para manter a umidade fora do fusível do detonador. A nº 36M Mk I foi a granada de mão padrão do exército britânico dos anos 1930 até 1972.[11]

## Marcas de identificação
- Uma faixa verde no meio indicava originalmente um enchimento de amatol (1915–anos 1920), enquanto mais tarde indicava um enchimento de baratol ou trotyl (anos 1920–anos 1970).
- Uma faixa rosa no meio indica um enchimento de amonal ou alumatol. (alumatol é definido pelo Dicionário de Explosivos, pub 1920[12] como "uma mistura de nitrato de amônio, TNT e 'uma pequena quantidade' de pó de alumínio".) Uma faixa vermelha ao redor do plugue da base indicava que o detonador já estava instalado e que a granada estava ativa.
- Três X vermelhos em cada lado indicam que se trata do modelo nº 36M à prova d'água.

## Granada de bocal
A granada Mills foi desenvolvida em uma granada de bocal, anexando uma haste metálica à sua base. Esta granada de bocal tipo haste tinha um alcance efetivo de cerca de 140 m. O procedimento operacional consistia em inserir a haste da Mills no cano de um fuzil padrão, colocar um cartucho de festim especial (cartucho Ballistite) na câmara do fuzil, colocar a coronha do fuzil no chão e, em seguida, puxar o pino de segurança da Mills, liberando o alavanca de segurança e disparar imediatamente o fuzil. Se o soldado não lançasse a granada rapidamente, o fusível da granada expiraria e explodiria. Os britânicos logo desenvolveram um suporte simples preso à alça de baioneta do fuzil para manter a alavanca de segurança no lugar e evitar detonações acidentais. No entanto, descobriu-se que o lançamento repetido de granadas do tipo haste causava danos ao cano do fuzil, fazendo com que o meio ficasse saliente devido ao pico de pressão prolongado ao impulsionar o projétil maior e muito mais pesado para cima do cano (normalmente um processo muito mais rápido com bala normal); um cartucho de fuzil queima rapidamente toda a pólvora disponível, o que preenche o volume atrás da bala com gases de pressão extremamente alta (dezenas de milhares de PSI), a pressão aumentando à medida que a bala sobe pelo cano, atingindo o pico em algum ponto antes da bala sair da boca do cano. Com a granada e a haste muito mais pesadas, o cartucho teve que acelerar uma massa muito mais pesada, o que resultou na queima da pólvora e no pico de pressão antes que a haste alcançasse mais do que uma parte do cano, colocando a pressão de pico mais cedo e sustentá-lo por mais tempo.
Os britânicos posteriormente desenvolveram um lançador tipo copo para substituir a granada de bocal tipo haste. Neste projeto, um lançador em forma de lata era preso à boca do fuzil e um disco de verificação de gás era parafusado na base da granada antes que a granada fosse colocada no lançador. O pino de segurança poderia então ser removido enquanto o lançador mantinha a alavanca de segurança no lugar. O operador inseria o cartucho de balistita no fuzil antes de colocar a coronha inclinada no chão para absorver o recuo da arma. Quando o cartucho era disparado, ele empurrava a granada para fora do copo, liberando a alavanca. O lançador tipo copo poderia lançar a granada a cerca de 180 m. Os fuzis Lee-Enfield equipados com o lançador de copo às vezes eram modificados com fio de cobre enrolado na coronha, para evitar que a madeira se partisse sob o aumento do recuo. Se necessário, tanto a haste quanto a granada de controle de gás poderiam ser lançadas como uma granada de mão padrão. O descarregador de copo era normalmente entregue à Home Guard, e não ao Exército Britânico regular.

## Galeria

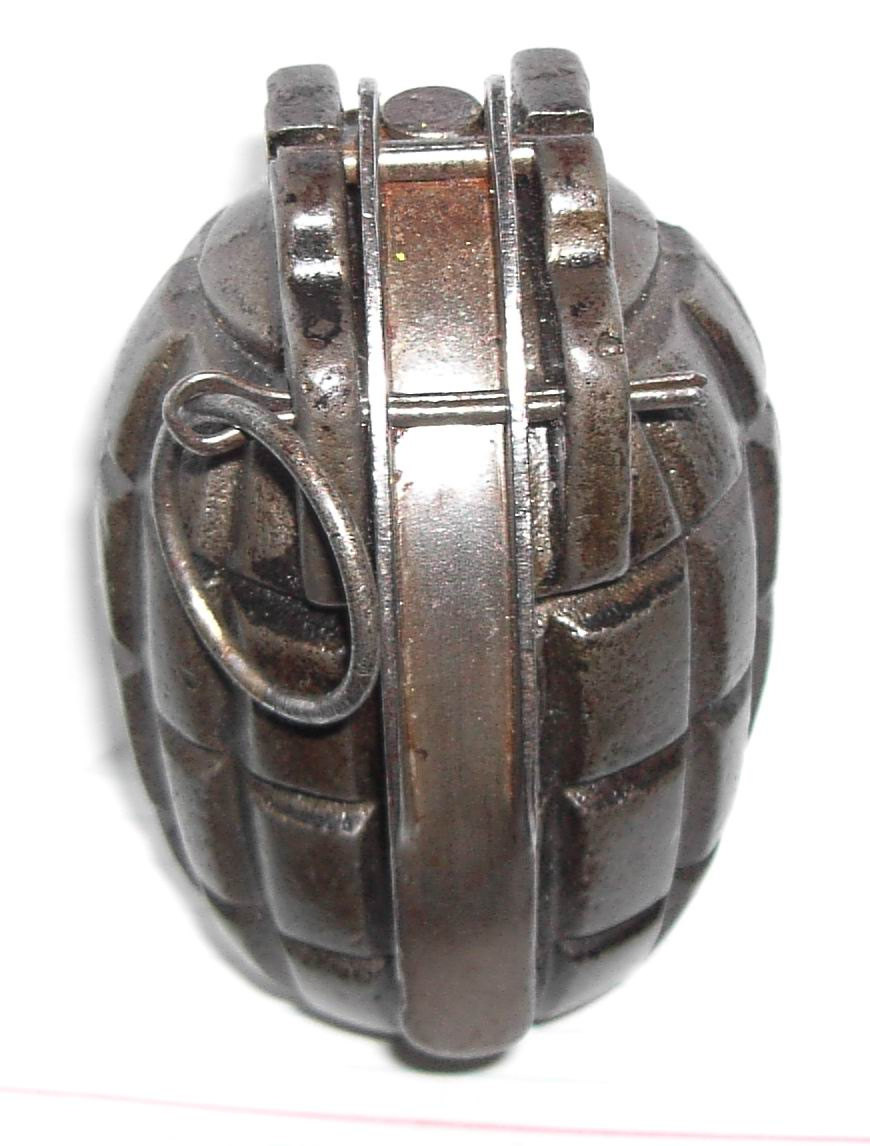
Granada nº 5 Mk II Mills
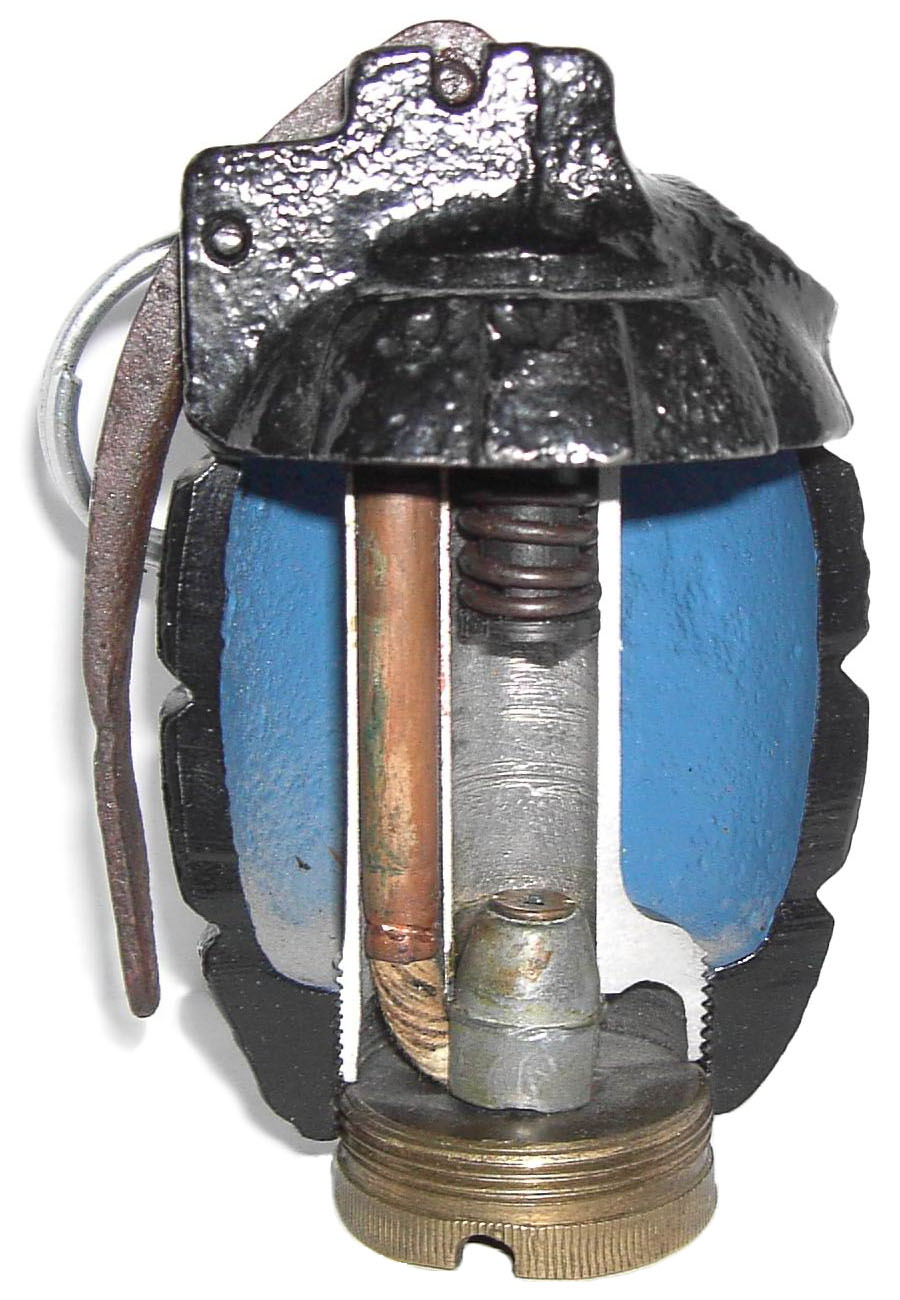
Vista em corte de uma granada nº 5 Mills
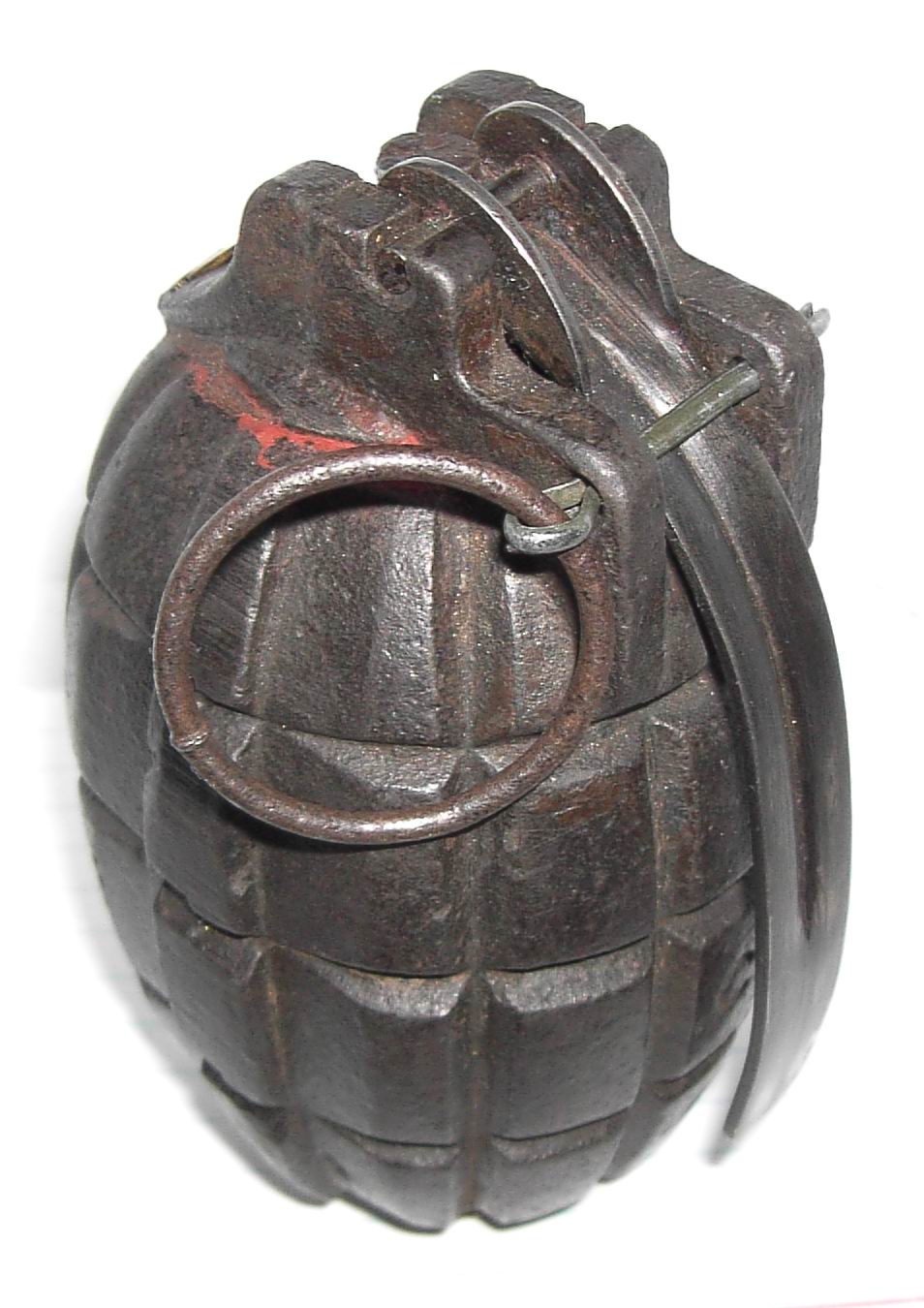
Granada nº 23 Mk II Mills
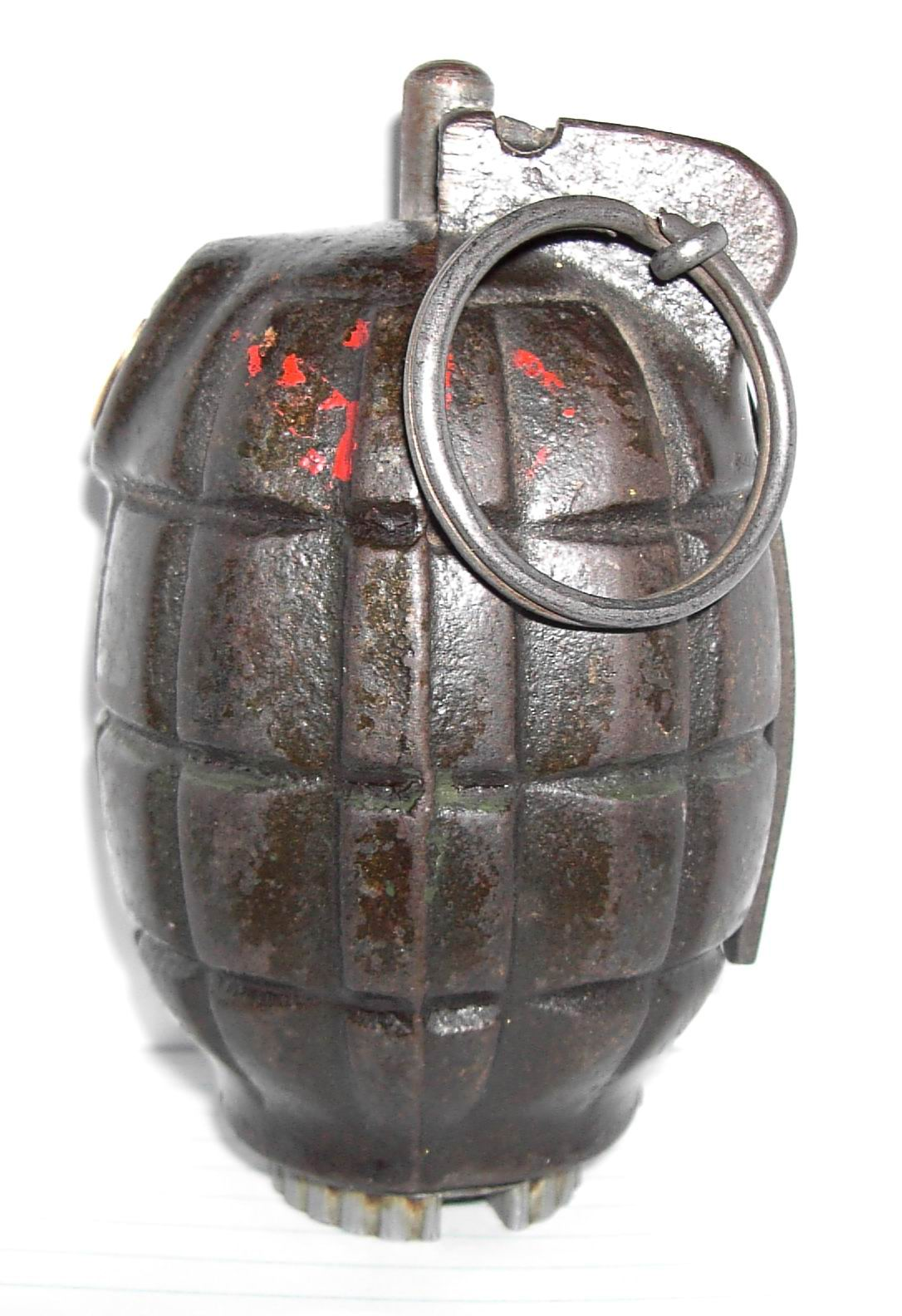
Granada 36M datada de 1940
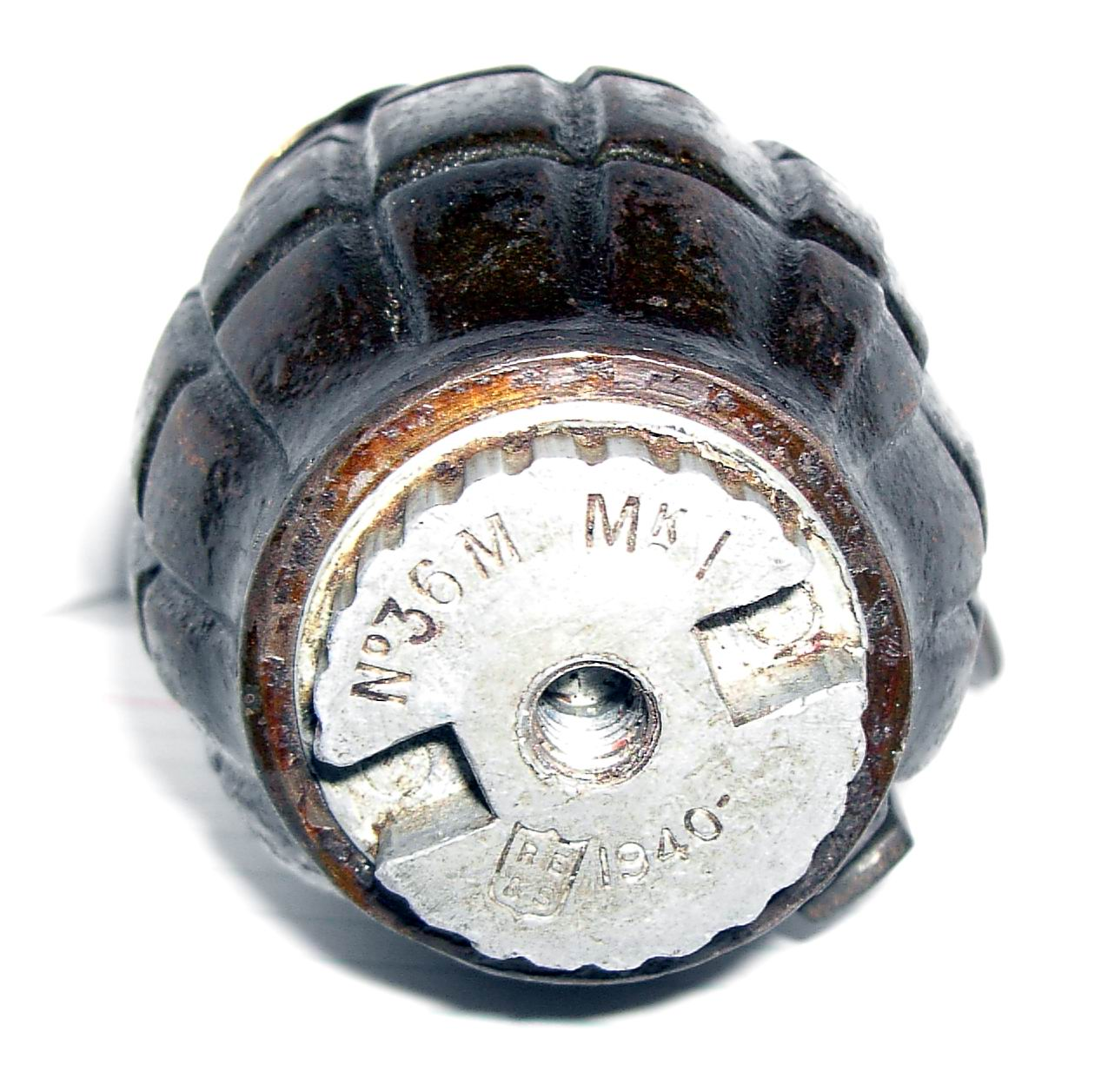
Base da granada 36M datada de 1940
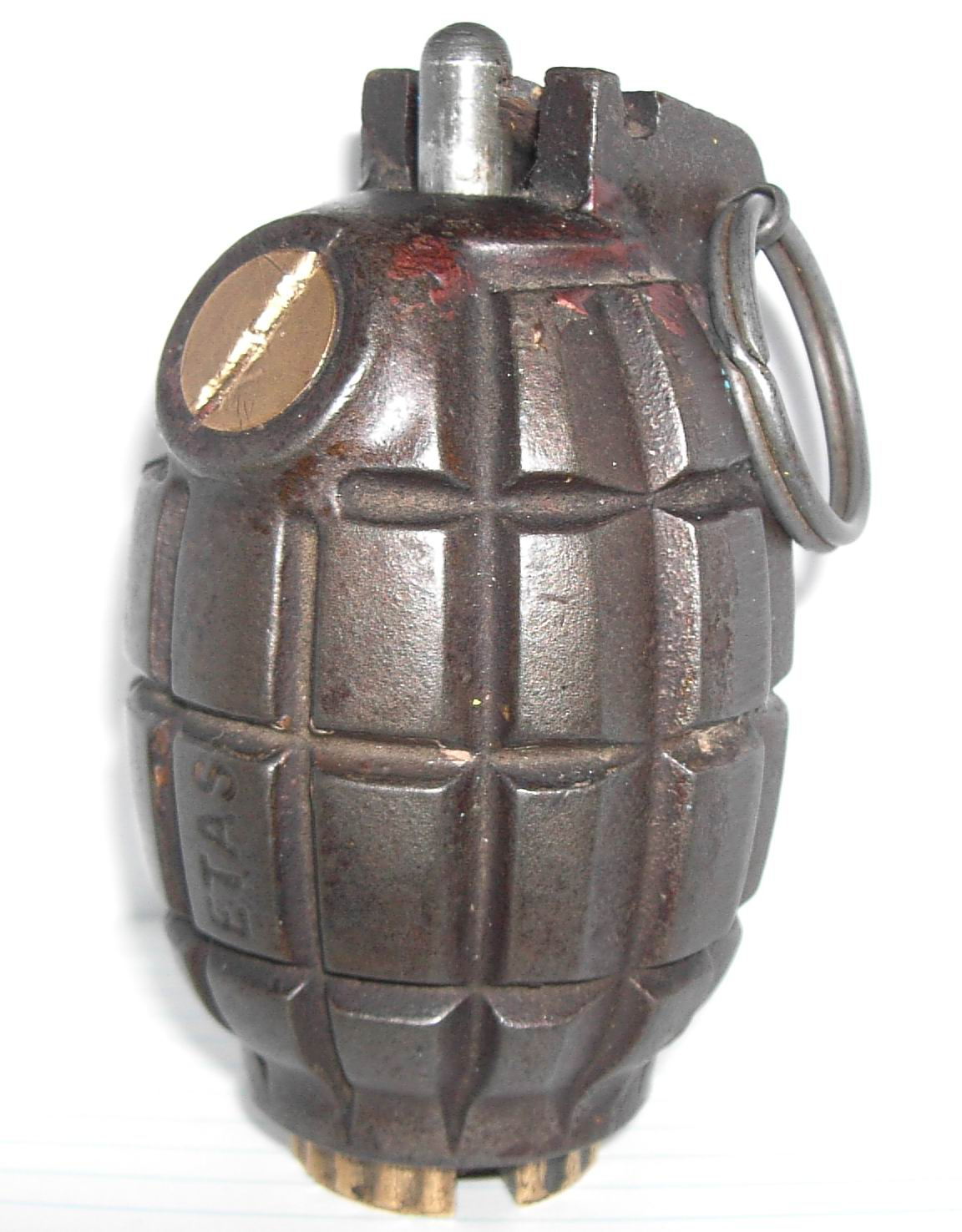
Granada 36M Mills
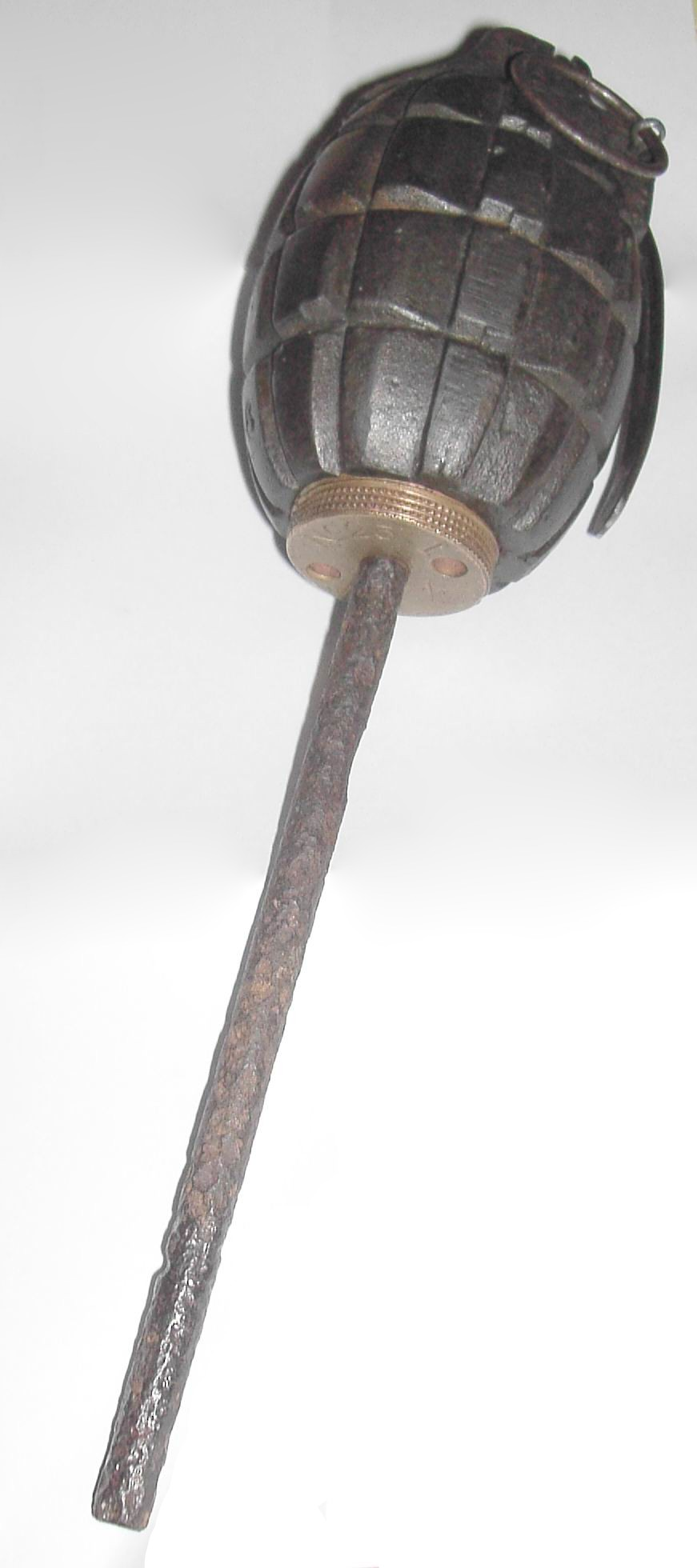
Granada Mills nº 23 Mk II, com haste para lançamento por fuzil
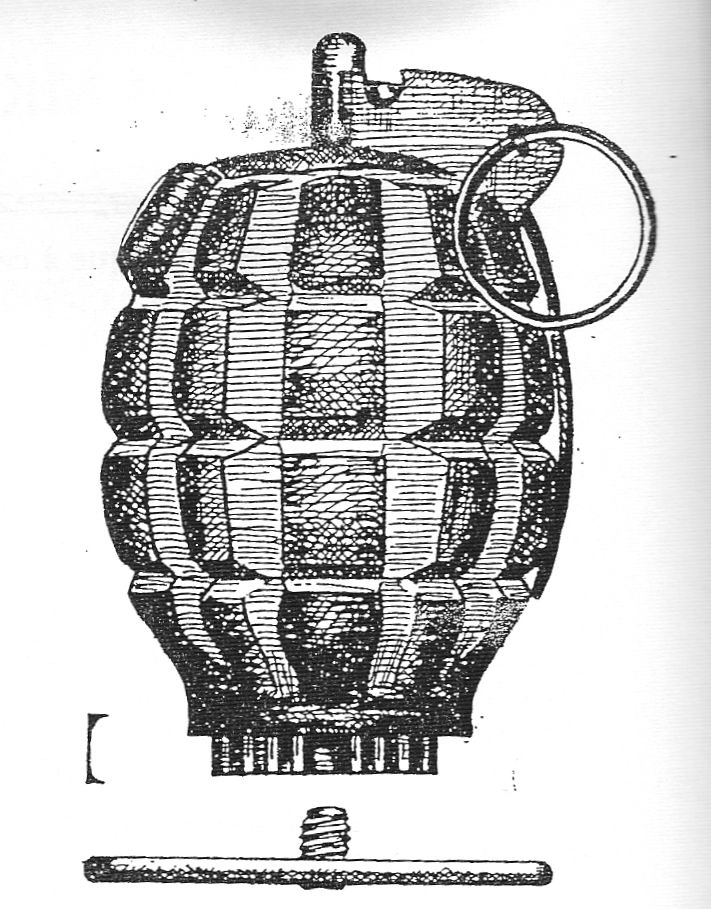
Desenho da granada de bocal Mills nº 36, com seu disco para uso com lançador de copo
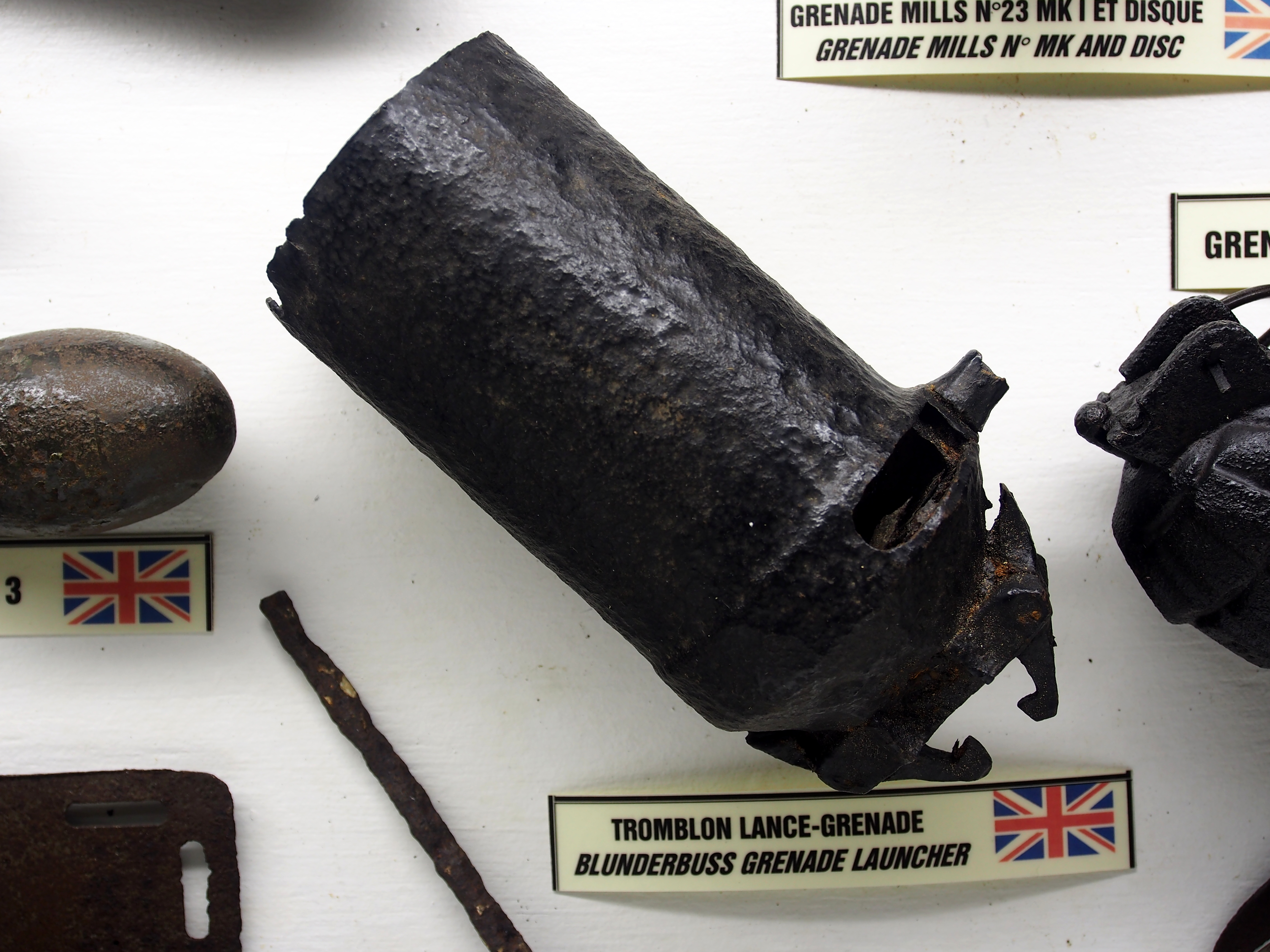
Lançador de copo do Lee-Enfield no Somme Battlefield Museum de 1916, França
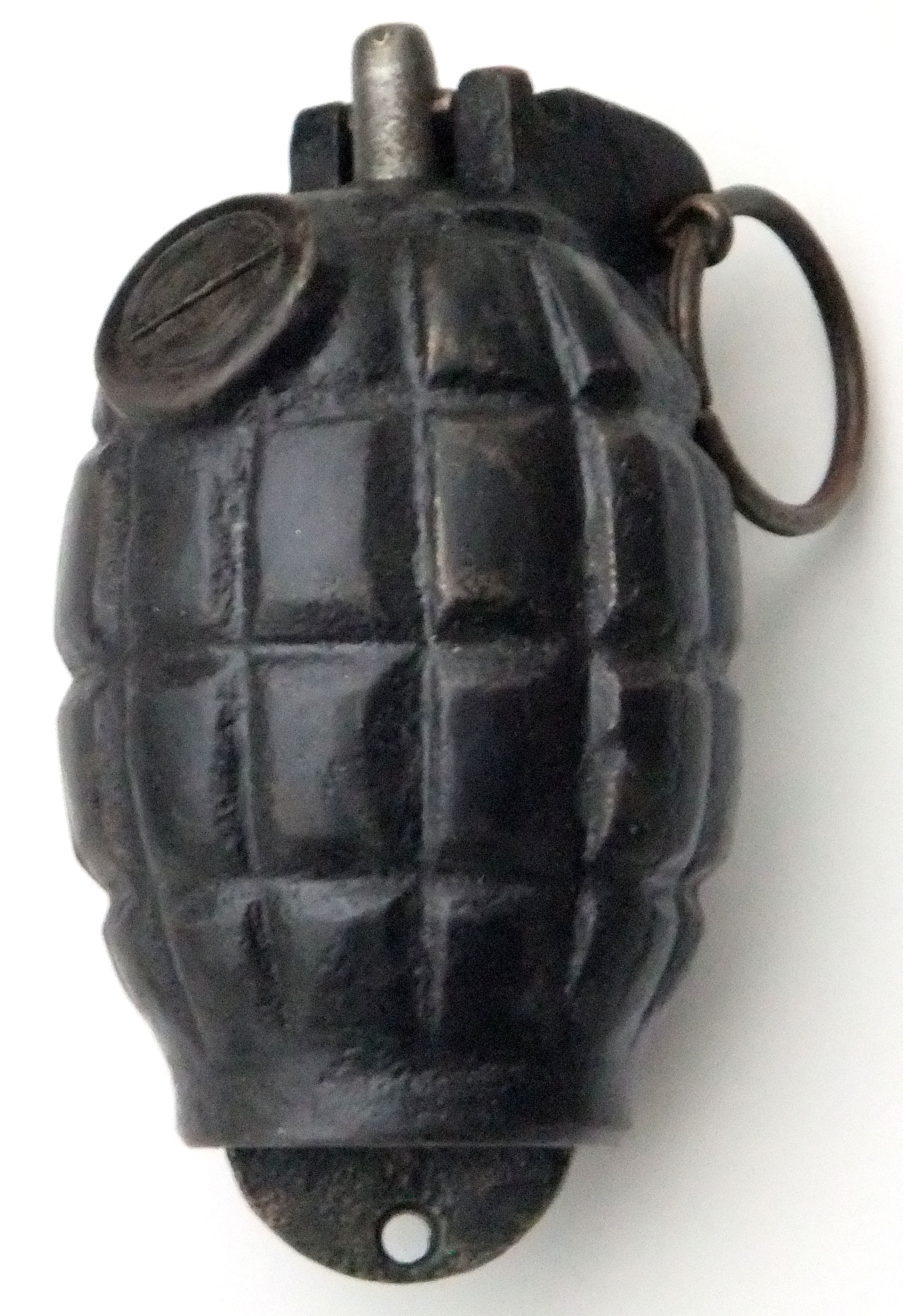
Um caso de tipo derivado com plugue de base especial